# Peder Knudsen (fodboldspiller)
 For alternative betydninger, se Peder Knudsen. (Se også artikler, som begynder med Peder Knudsen)
Peder Knudsen (født 16. juli 1970) er en tidligere dansk fodboldspiller og fodboldtræner. Han arbejder pt. som assistenttræner for Silkeborg IF. Som spiller skiftede han allerede som juniorspiller til Silkeborg IF fra Silkeborg Boldklub og debuterede på førsteholdet i 1990. Herefter nåede han 234 kampe, fortrinsvis på midtbanen, før en skade stoppede hans karriere. Siden har han været tilknyttet klubben som træner.
Efter Viggo Jensens fyring i slutningen 2006 fungerede han i fire kampe som cheftræner, og han overtog definitivt jobbet efter sæsonen 2006/07, da Jensens afløser, Preben Lundbye også blev fyret. På grund af en række skuffende resultater i efteråret 2008, stoppede Knudsen som cheftræner for Silkeborg ved årsskiftet 2008/2009. I april 2009 blev han ansat som assistenttræner i AC Horsens